# 류사오시
류사오시(중국어 정체자: 劉劭希, 병음: Líu Shàoxī, 한자음: 유소희, Rand Chen, 1964년 12월 25일 ~ )는 대만의 음악 창작자, 음악 프로듀서이자 하카어 가수이다.
중화민국 타이중현 둥스향에서 태어났다.